# Plymouth Satellite
Der Plymouth Satellite war ein PKW der Mittelklasse, den die US-amerikanische Automarke Plymouth, welche zum Chrysler-Konzern gehörte, bis 1974 anbot.

## Modellgeschichte

### Variante des Belvedere
Als 1965 ein neuer, größerer Fury auf Chryslers großer C-Plattform herauskam, wurde der Name Belvedere an die „neue“ mittlere Baureihe von Plymouth für 1965 weitergereicht, die allerdings nur eine Fortsetzung der großen Modelle der Jahre 1962–1964 war. Der Belvedere Satellite war das Modell mit der besten Ausstattung, oberhalb von Belvedere I und Belvedere II. Es gab ihn als 2-türiges Hardtop-Modell oder Cabriolet, beide mit Einzelsitzen. Die Front war einfach gestaltet: ein einzelner Hauptscheinwerfer auf jeder Seite und ein Kühlergrill, der in vier schmale horizontal angeordnete Rechtecke geteilt war, wie bei den Belvedere-Schwestermodellen.
1966 wurde der Satellite neu eingekleidet und es gab ihn auf Wunsch mit dem neuen „Street Hemi“-Motor mit Doppel-Registervergaser und einer Verdichtung von 10,25 : 1. In diesem Jahr gab es auch erstmals einen Kombi, der bis 1972 hergestellt wurde. Auch 1967 wurde dieses Modell mit wenigen Änderungen angeboten.

### Eigenständige Baureihe
1968 wurden bisherige Ausstattungslinien aus der Belvedere-Modellreihe gelöst, so wurden der GTX und der Plymouth Satellite zu eigenständigen Modellen. 1968 war auch das erste Jahr des Plymouth Road Runner, der die gleiche Karosserie wie die Satellite- und Belvedere-Modelle besaß. Zusammen mit der Aufwertung des Satellite kam eine wesentliche Überarbeitung des Designs, hin zu einer dem Dodge Charger ähnlicheren Optik. Dem Satellite Basismodell stand ein besser ausgestatteter Sport Satellite zur Seite.
Unterscheidungsmerkmale zwischen Belvedere und Satellite waren z. B. ein geänderter Kühlergrill oder eine Blende am Heck. Die Varianten stimmten größtenteils mit denen des Belvedere überein, zweitüriges Hardtop-Coupe, viertürige Limousine und Kombi, in Verbindung mit Motoren von 3,7 bis 6,3 Litern Hubraum. Nur im Satellite gab es zusätzlich ein Cabriolet. Bis 1970 wurde diese Karosserievariante angeboten, wobei 1970  Front und Heck geringfügig umgestaltet wurden. 

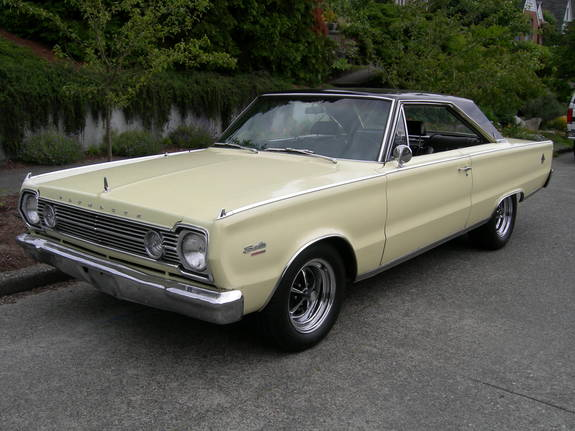
1966 noch als Belvedere Satellite
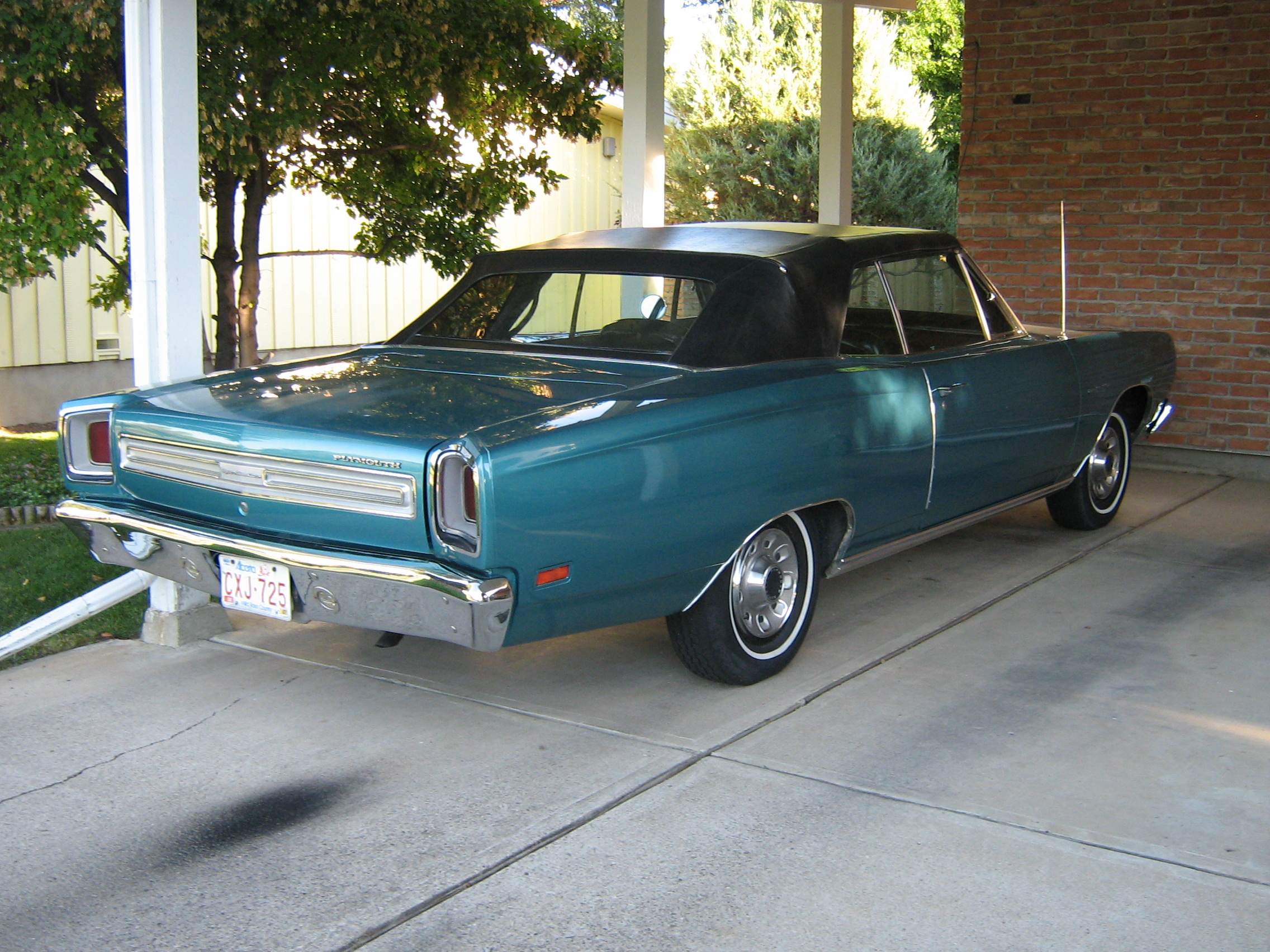
Ein Cabriolet von 1969
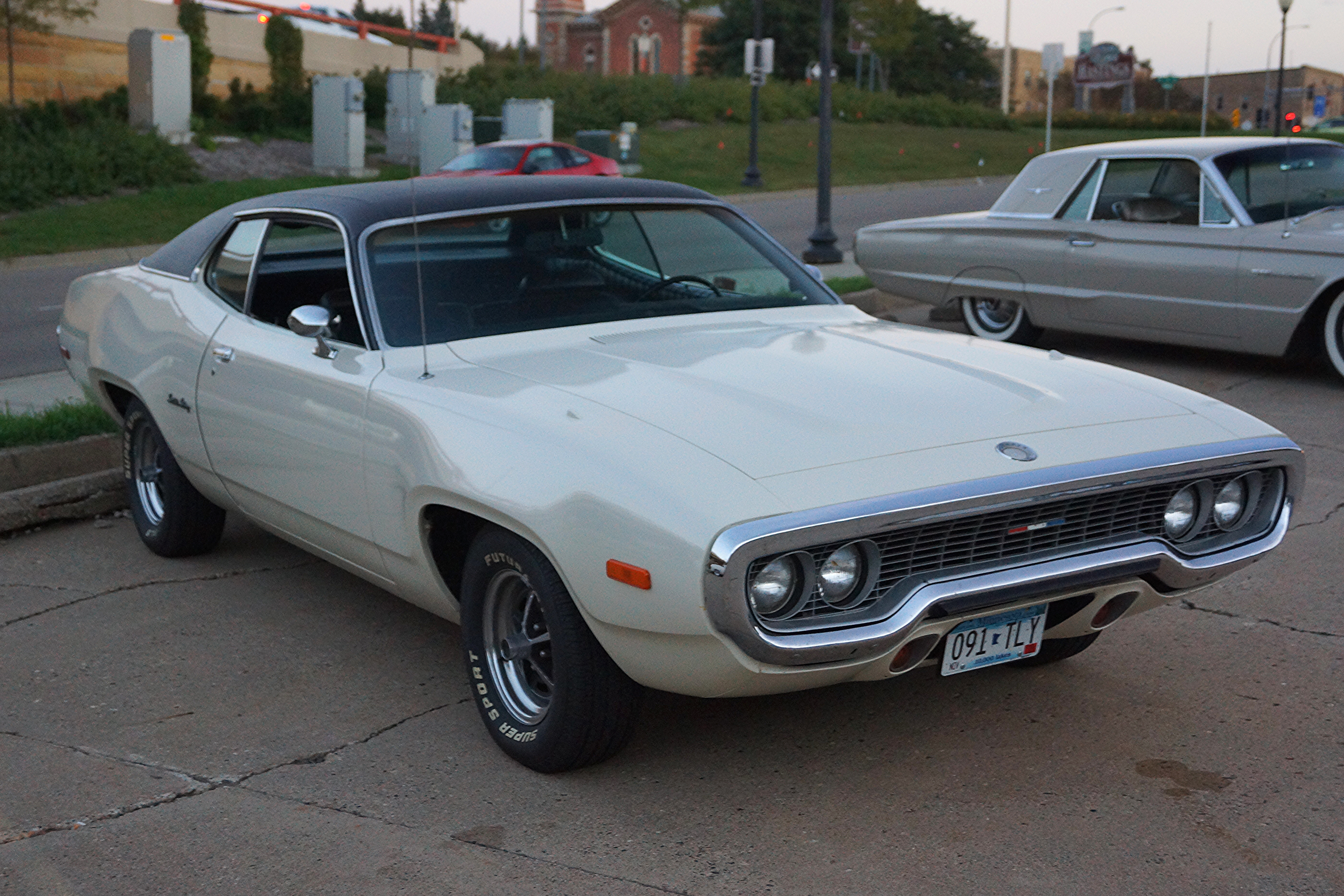
Satellite Sebring Plus von 1972
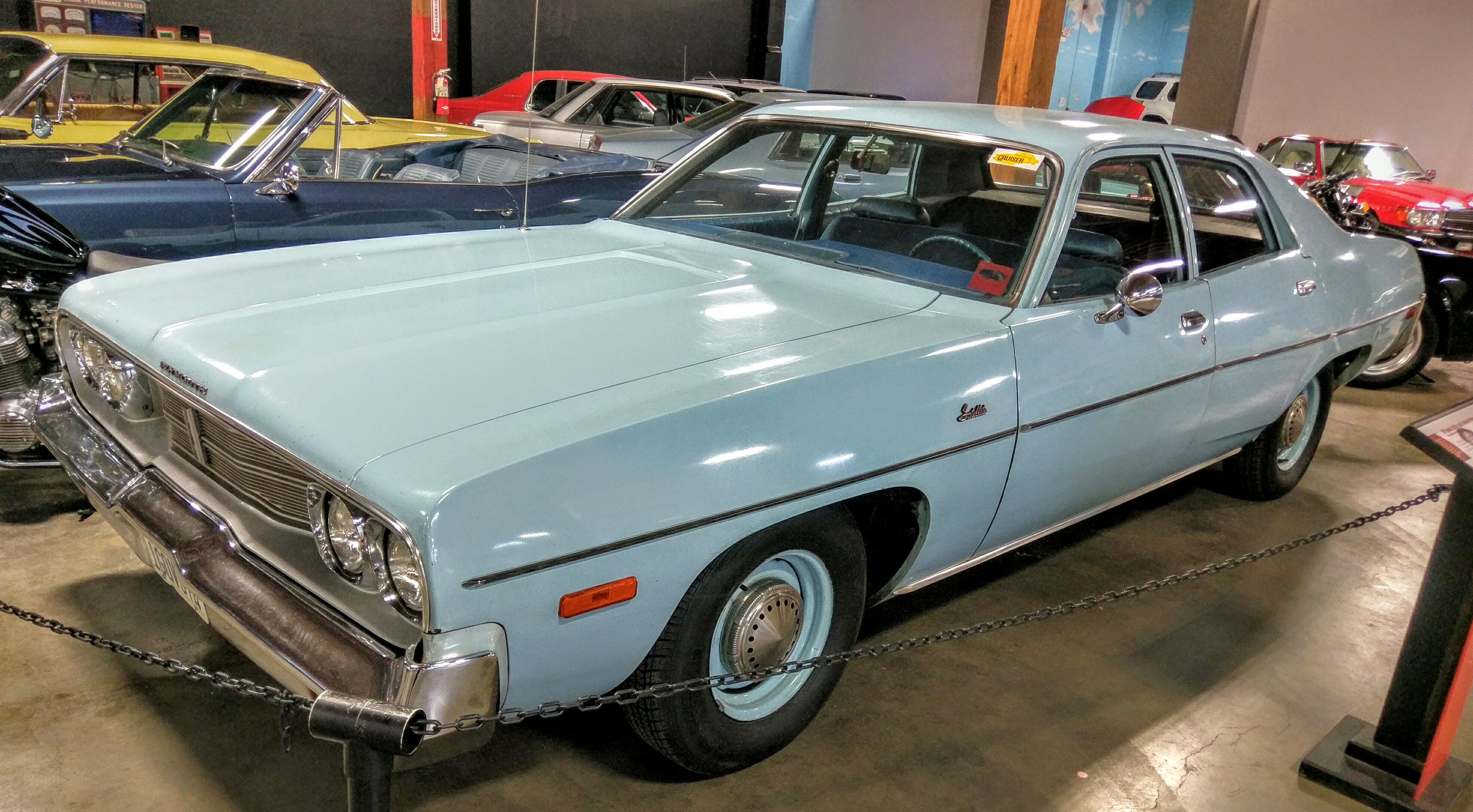
Das letzte Modelljahr 1974

1971 stand wieder eine gründliche Überarbeitung an und der Satellite erhielt Chryslers aktuelles „Fuselage“-Styling (Flugzeugrumpf). Diese Designlinie zeichnete sich durch glattflächige Übergänge, zum Beispiel vom Dach zur Karosserie, aus. Es wurden unterschiedliche Radstände, Kühlergrills und weitere Blechteile bei den 2- und 4-türigen Modellen verwendet. Die Limousinen gab es in Grundausstattung, Custom- und Brougham-Ausstattung, die Zweitürer hießen Satellite (ein Coupé, dessen hintere Seitenfenster nicht zu öffnen waren). Satellite Sebring und Satellite Sebring Plus hatten eine gehobenere Ausstattung mit z. B. Mittelarmlehne und hinteren versenkbaren Scheiben, sodass die komplette Flanke offen ohne B-Säule war. Die Kombis erschienen in Grundausstattung, Customausstattung oder als holzverzierte Regent-Modelle. Die Zweitürer hatten einen ungewöhnlichen, schleifenförmigen Frontstoßfänger (ein zeitgenössischer Stylingtrend von Chrysler), diese Karosserie war auch die Basis für die verwandten Modelle GTX und Road Runner.
1973 erhielten die Zweitürer eine konventionellere Front, kantigeres Blech und hintere Seitenfenster, 1974 die Limousinen und Kombis neue Stoßfänger, die 8 km/h Aufprallgeschwindigkeit ohne Beschädigung überstehen mussten. Mitte 1974 lief der Modellname Satellite aus. Ab 1975 erhielten die Fahrzeuge, ohne dass wesentliche Änderungen an ihnen vorgenommen worden waren, die Bezeichnung Plymouth Fury. Sie blieben 1978 im Programm.

## Trivia
- In der TV-Serie The Brady Bunch taucht ein Plymouth Satellite Regent Kombi auf.
- 1971 kaufte Jack Webb etliche Plymouth Satellite von der Polizei von Los Angeles, um sie in der TV-Serie Adam-12 einzusetzen.
- Ein aufgemotzter Plymouth Satellite Sebring von 1973 taucht auf dem Cover des Albums Hack der Band Information Society auf.
- Einen Plymouth Satellite erwähnen The B-52s in ihrem Lied Planet Claire, dessen Bewohnerin einen „Plymouth Satellite - schneller als die Lichtgeschwindigkeit gefahren“ haben soll, was den Sänger davon überzeugte, dass er „wusste, dass sie von hier kam“.
- Der Film Cold around the Heart beginnt mit einer Szene, bei der David Caruso aus einem Plymouth Satellite geworfen wird.
- Im Film Zwei außer Rand und Band fahren Terence Hill und Bud Spencer mehrere Plymouth Satellite als Streifenwagen, von denen sie im Film zwei zerstört haben.
- Im Dirty Harry-Film „Enforcer“ kracht Harry mit seinem Plymouth Satellite von 1974 in das Schaufenster eines Alkoholikageschäftes.
- Im Film Reservoir Dogs stirbt Mr Brown (Quentin Tarantino) bei der Fahrt in einem Plymouth Satellite als Fluchtwagen.
- Der US-amerikanische Musiker Hasil Adkins veröffentlichte 1987 die Single Big Red Satellite, in der er sein Auto besingt.